# Campionato europeo di pallanuoto 1995 (femminile)
La VIª edizione del campionato europeo di pallanuoto femminile si è disputata a Vienna dal 18 al 27 agosto 1995, nel corso dei XXII campionati europei di nuoto organizzati dalla LEN.
La formula del torneo è stata identica a quella del torneo maschile.

La nazionale italiana ha conquistando il suo primo titolo europeo. L'Italia è diventata così la prima e finora unica nazione in grado di vincere il titolo continentale in campo sia maschile che femminile nello stesso anno.

## Squadre partecipanti
GRUPPO A
- Francia
- Portogallo
- Russia

GRUPPO B
- Gran Bretagna
- Rep. Ceca
- Ungheria

GRUPPO C
- Grecia
- Paesi Bassi
- Spagna

GRUPPO D
- Germania
- Italia
- Svizzera

## Prima fase

### Gruppo A
|    | Squadra    | Punti | G | V | N | P | GF | GS | DR  |
| -- | ---------- | ----- | - | - | - | - | -- | -- | --- |
| 1. | Russia     | 4     | 2 | 2 | 0 | 0 | 35 | 8  | +27 |
| 2. | Francia    | 2     | 2 | 1 | 0 | 1 | 20 | 18 | +2  |
| 3. | Portogallo | 0     | 2 | 0 | 0 | 2 | 3  | 32 | -30 |

- 18 agosto

| Russia | 19 – 1 | Portogallo |

- 19 agosto

| Russia | 16 – 7 | Francia |

- 20 agosto

| Francia | 13 – 2 | Portogallo |

### Gruppo B
|    | Squadra       | Punti | G | V | N | P | GF | GS | DR  |
| -- | ------------- | ----- | - | - | - | - | -- | -- | --- |
| 1. | Ungheria      | 4     | 2 | 2 | 0 | 0 | 22 | 3  | +19 |
| 2. | Gran Bretagna | 2     | 2 | 1 | 0 | 1 | 14 | 20 | -6  |
| 3. | Rep. Ceca     | 0     | 2 | 0 | 0 | 2 | 9  | 22 | -13 |

- 18 agosto

| Ungheria | 10 – 1 | Rep. Ceca |

- 19 agosto

| Ungheria | 12 – 2 | Gran Bretagna |

- 20 agosto

| Gran Bretagna | 12 – 8 | Rep. Ceca |

### Gruppo C
|    | Squadra     | Punti | G | V | N | P | GF | GS | DR  |
| -- | ----------- | ----- | - | - | - | - | -- | -- | --- |
| 1. | Paesi Bassi | 4     | 2 | 2 | 0 | 0 | 24 | 12 | +12 |
| 2. | Grecia      | 2     | 2 | 1 | 0 | 1 | 17 | 11 | +6  |
| 3. | Spagna      | 0     | 2 | 0 | 0 | 2 | 10 | 28 | -18 |

- 18 agosto

| Grecia | 11 – 4 | Spagna |

- 19 agosto

| Paesi Bassi | 17 – 6 | Spagna |

- 20 agosto

| Paesi Bassi | 7 – 6 | Grecia |

### Gruppo D
|    | Squadra  | Punti | G | V | N | P | GF | GS | DR  |
| -- | -------- | ----- | - | - | - | - | -- | -- | --- |
| 1. | Italia   | 4     | 2 | 2 | 0 | 0 | 27 | 5  | +22 |
| 2. | Germania | 2     | 2 | 1 | 0 | 1 | 18 | 8  | +10 |
| 3. | Svizzera | 0     | 2 | 0 | 0 | 2 | 1  | 33 | -32 |

- 18 agosto

| Italia | 19 – 1 | Svizzera |

- 19 agosto

| Germania | 14 – 0 | Svizzera |

- 20 agosto

| Italia | 8 – 4 | Germania |

## Seconda fase

### Gruppo E
|    | Squadra  | Punti | G | V | N | P | GF | GS | DR  |
| -- | -------- | ----- | - | - | - | - | -- | -- | --- |
| 1. | Grecia   | 6     | 3 | 3 | 0 | 0 | 26 | 21 | +5  |
| 2. | Ungheria | 4     | 3 | 2 | 0 | 1 | 27 | 23 | +4  |
| 3. | Russia   | 2     | 3 | 1 | 0 | 2 | 27 | 24 | +3  |
| 4. | Germania | 0     | 3 | 0 | 0 | 3 | 25 | 37 | -12 |

- 21 agosto

| Russia | 16 – 8 | Germania |
| Grecia | 9 – 7  | Ungheria |

- 22 agosto

| Grecia   | 12 – 11 | Germania |
| Ungheria | 11 – 8  | Russia   |

- 23 agosto

| Ungheria | 9 – 6 | Germania |
| Grecia   | 5 – 3 | Russia   |

### Gruppo F
|    | Squadra       | Punti | G | V | N | P | GF | GS | DR  |
| -- | ------------- | ----- | - | - | - | - | -- | -- | --- |
| 1. | Paesi Bassi   | 5     | 3 | 2 | 1 | 0 | 39 | 21 | +18 |
| 2. | Italia        | 5     | 3 | 2 | 1 | 0 | 33 | 19 | +14 |
| 3. | Francia       | 2     | 3 | 1 | 0 | 2 | 24 | 32 | -8  |
| 4. | Gran Bretagna | 0     | 3 | 0 | 0 | 3 | 21 | 45 | -24 |

- 21 agosto

| Paesi Bassi | 16 – 4 | Gran Bretagna |
| Italia      | 7 – 4  | Francia       |

- 22 agosto

| Francia     | 12 – 11 | Gran Bretagna |
| Paesi Bassi | 9 – 9   | Italia        |

- 23 agosto

| Italia      | 17 – 6 | Gran Bretagna |
| Paesi Bassi | 14 – 8 | Francia       |

### Gruppo 9º-12º posto
|    | Squadra    | Punti | G | V | N | P | GF | GS | DR  |
| -- | ---------- | ----- | - | - | - | - | -- | -- | --- |
| 1. | Spagna     | 6     | 3 | 3 | 0 | 0 | 52 | 7  | +35 |
| 2. | Rep. Ceca  | 3     | 3 | 1 | 1 | 1 | 22 | 25 | -3  |
| 3. | Portogallo | 2     | 3 | 1 | 0 | 2 | 13 | 38 | -25 |
| 4. | Svizzera   | 1     | 3 | 0 | 1 | 2 | 16 | 33 | -17 |

- 21 agosto

| Portogallo | 9 – 4  | Svizzera  |
| Spagna     | 14 – 2 | Rep. Ceca |

- 22 agosto

| Spagna    | 17 – 5 | Svizzera   |
| Rep. Ceca | 13 – 4 | Portogallo |

- 23 agosto

| Rep. Ceca | 7 – 7  | Svizzera   |
| Spagna    | 21 – 0 | Portogallo |

## Fase finale

### Semifinali
- 25 agosto

| Grecia      | 4 – 8 | Italia   |
| Paesi Bassi | 5 – 6 | Ungheria |

- 25 agosto - 5º/8º posto

| Francia | 8 – 7  | Germania      |
| Russia  | 20 – 3 | Gran Bretagna |

### Finali
- 26 agosto — 7º posto

| Germania | 18 – 7 | Gran Bretagna |

- 26 agosto — 5º posto

| Russia | 6 – 8 | Francia |

- 27 agosto — Finale per il Bronzo

| Grecia | 3 – 8 | Paesi Bassi |

- 27 agosto — Finale per l'Oro

| Italia | 7 – 5 | Ungheria |

## Classifica finale
| Campione d'Europa | Campione d'Europa | Campione d'Europa |
| --- | ----------------- | --- |
| Italia Conti, Miceli, Allucci, Lariucci, Virzì, Vaillant, Di Giacinto, Consoli, Malato, Romano, Carrozzi, Grego, Starace, Musumeci, Sabbatini, CT: Pierluigi Formiconi |                   | |
| Argento | Ungheria          | UngheriaKardos · G. Tóth · Sipos · Eke · Stieber · Vincze · Rédei · Rafael · Szremkó · Primász · Pelle · Zantleitner · N. Tóth · Szép · Pápai, CT: Gyula Tóth.                               |
| Bronzo | Paesi Bassi       | Paesi Bassivan der Boon · Bouwens · Bast · van den Berg · van der Boomen · Hiemstra · Kuipers · Leijendekker · Scherrenburg · Quint · Schram · op den Velde · Verdam, CT: Kees van Hardeveld |
| 4, | Grecia            | |
| 5. | Francia           | |
| 6. | Russia            | |
| 7. | Germania          | |
| 8. | Regno Unito       | |
| 9. | Spagna            | |
| 10. | Rep. Ceca         | |
| 11. | Portogallo        | |
| 12. | Svizzera          | |

## Fonti
- (EN) Todor66.com - Sport statistics Archive, su todor66.com.